# Таджицький національний парк
Таджицький національний парк (тадж. Боғи миллии Тоҷикистон) — об'єкт всесвітньої спадщини ЮНЕСКО в Таджикистані, організований Постановою Уряду Республіки Таджикистан за № 267 від 20 липня 1992 року. Парк створений з ініціативи і під керівництвом начальника ООПТ Анвара Джамаловича Бузурукова. Це був другий проект тимчасового творчого колективу Державного Комітету по охороні природи Таджицької РСР, який створив у 1991 році перший природно-історичний парк «Ширкентський парк». Спочатку Таджицький національний парк носив назву «Памірського», але почалася громадянська війна в Таджикистані і кланова боротьба змусила внести корективи в назву парку. Але тепер правдива і правильна географічна назва парку повернулася до нього, завдяки експертам і висуненню Таджицького національного парку на номінацію для включення в список всесвітньої спадщини ЮНЕСКО. «Гори Паміру» — перший природний об'єкт Таджикистану, який був включений до списку всесвітньої спадщини. Таке рішення було прийнято в Камбоджі 21 червня 2013 року через 21 рік після створення самого парку.
Таджицький національний парк є найбільшою особливо охоронною природною територією республіки. Площа національного парку, 2,6 млн га, що становить 18 % від загальної площі Таджикистану, 60 % території Горно-Бадахшанської Автономної області і 40 % Джиргатальського і Тавильдаринського районів Таджикистану

## Особливо охоронювана природна територія

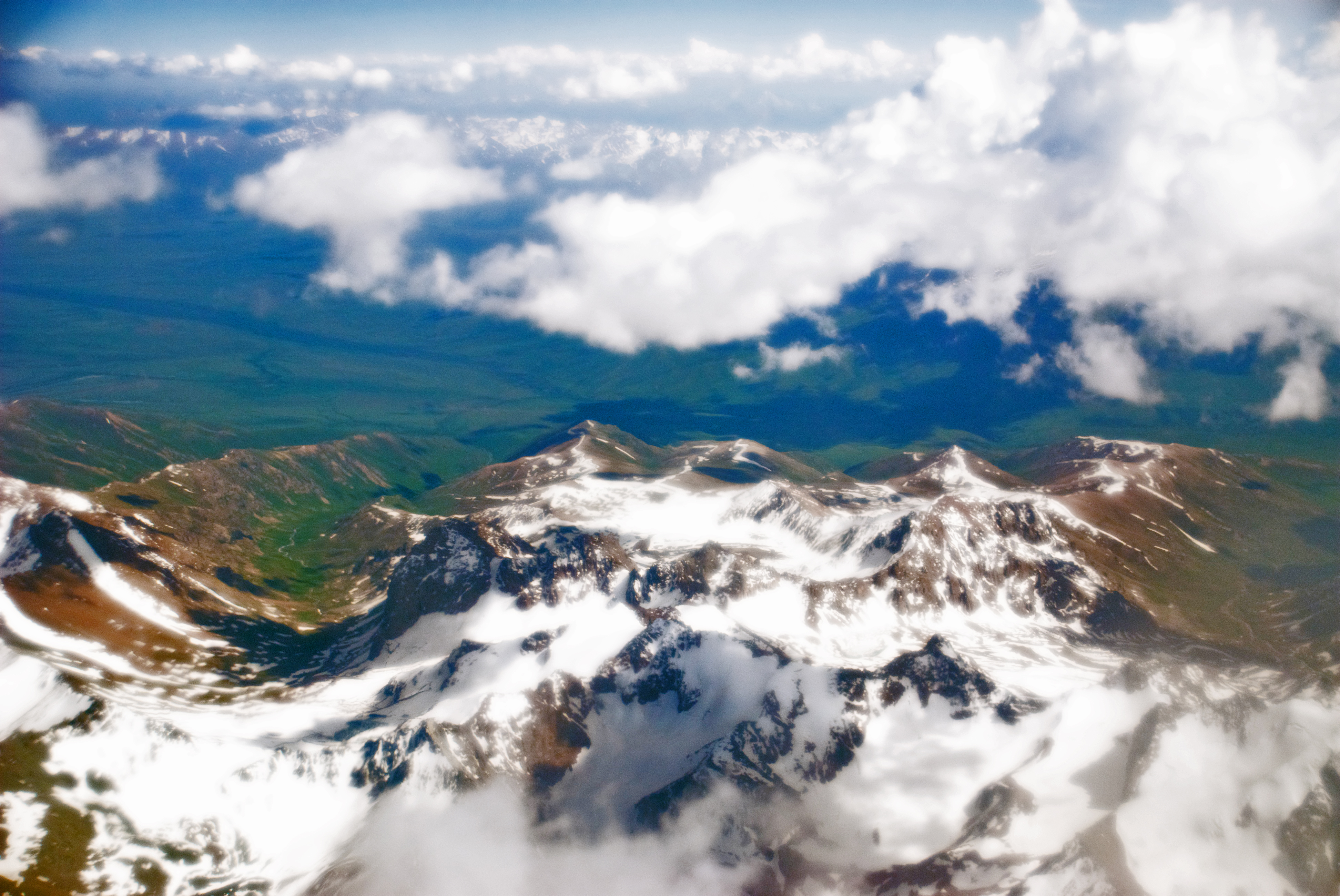
гори Паміру

Таджицький національний парк в 2010 році був включений в Попередній список Всесвітньої спадщини ЮНЕСКО (внесено на 2012 рік). На даному етапі вже запущена процедура вступу Таджикистану в Конвенцію Всесвітньої Спадщини через її номінацію до списку Міжнародних національних парків.
Таджицький національний парк у недалекому майбутньому стане домінуючою частиною Міжнародного національного парку від Республіки Таджикистан. Ця найбільша транскордонна ініціатива, яка запущена вже зараз спільно з зацікавленими природоохоронними організаціями Китаю, Пакистану і Афганістану за підтримки WWF Пакистану. Міжнародний парк стане транскордонною особливо охоронною природною територією (ООПТ) і займе територію на стику кордонів вищевказаних країн (Ваханський коридор в ГБАО і суміжні території). Основною метою створення такого транскордонного парку стане організація ефективного збереження і сталого використання рідкісних і зникаючих видів тварин, особливо сезонно мігруючих, а також організація екологічного туризму. Згодом у цей парк, можливо, будуть включені Киргизстан і Індія.
Більше третьої частини парку буде класифіковано як особливо охоронювана природна територія. Велика частина території буде оголошена біосферною територією ЮНЕСКО, що дозволяє виконувати обґрунтовані форми багатоцільового рекреаційного використання земель.

## Об'єкт туризму і відпочинку
Таджицький національний парк сьогодні є центром екологічного та інших видів туризму в Таджикистані. Туристи приїжджають в парк для того, щоб насолодитися первозданною природою, де ще збереглися рідкісні та цінні види звірів, птахів, інших тварин або рослин, водойм і джерел та інших природних багатств гірського краю. На території парку знаходяться кілька високогірних семитисячників Пік Ісмаїла Самані (колишній пік Комунізму — 7495 м), Пік Абу Алі ібн Сіни (колишній пік Леніна) (7134 м), Пік Корженевської (7105 м) та ін., Льодовик Федченко (площа близько 700 км²), які є об'єктами гірського туризму і альпінізму. У ГБАО є багато мінеральних і лікувальних джерел, серед яких відоме в Ішкашимському районі унікальне гаряче джерело «Гармчашма», що лікує від багатьох хвороб. По цих місцях на початку середніх віків пролягав відомий в історії караванний «Великий шовковий шлях». Памір рясніє різними історичними пам'ятками — стоянки мають наскельні малюнки кам'яного століття, місто Базар-Дара (тадж. Бозор Дара), фортеці Ячмун (тадж. Ямчун), Каакха (тадж. Кахкаха), які свідчать про історичне минуле краю.
Таджицький національний парк управляється Міністерством охорони природи Республіки Таджикистан (МОП РТ). На цей орган покладено державний контроль за діяльністю особливо охоронюваної природної території (ООПТ) Таджикистану.